# 田時秀
田時秀（1535年—1590年），字子實，號陽川、念堂，直隸保定府完縣人，民籍，明朝政治人物。

## 生平
萬曆元年（1573年）癸酉科順天府鄉試第七十三名，萬曆二年（1574年）甲戌科會試第二百五十九名，登三甲第二百零四名進士。通政司观政，尋以父忧归。服除，授户部山西司主事，管理太仓粮储，又调天津榷税，再督饷延宁，升户部郎中。万历十一年（1583年）十月以举边才，升山东霸州兵备副使，在任二年，以病乞归，萬曆十八年卒。

## 家族
曾祖田志；祖父田玉；父田魯，號確堂。母張氏，封太宜人。